# Erasmus Bartholin
Erasmus Bartholin   (Roskilde, 13 d'agost de 1625 - Copenhaguen, 4 de novembre de 1698), o Rasmus Bartholin (llatinitzat: Erasmus Bartholinus), va ser un matemàtic, físic i metge danès, del segle xvii, conegut per haver descrit minuciosament la doble refracció de la llum.

## Vida
Fill de Caspar Bartholin el Vell, metge i professor força conegut pels seus manuals d'anatomia, i d'Anna Fincke, filla del matemàtic Thomas Fincke, també era germà del conegut metge i professor de medicina Thomas Bartholin. El seu pare va morir quan només tenia quatre anys, però tot i així va tenir una curada educació amb tutors privats i l'escola.
El 1642 va començar els seus estudis a la Universitat de Copenhagen on es va graduar. Des de l'any 1645 va estudiar matemàtiques a la Universitat de Leiden i el 1647 va estar a Oxford i Londrews. El 1651 viatja a França i després a Itàlia on es gradua en Medicina a la Universitat de Pàdua el 1654.
Va retornar a Copenhagen el 1656 on va ser nomenat professor de geometria a la seva universitat. Però l'any següent va passar a ocupar una càtedra extraordinària de Medicina que es convertiria en ordinària el 1671. Des del seu retorn, va romandre a la Universitat de Copenhagen en la qual va ocupar successivament els càrrecs de degà de medicina, bibliotecari i rector.

## Obra
Tot i que va exercir més temps com a professor de medicina que de matemàtiques, és més conegut per les seves obres matemàtiques i físiques, especialment en òptica i astronomia, que per les mèdiques. Les seves obres mèdiques es limiten a algunes col·laboracions en la revista fundada pel seu germà, Thomas, Acta medica et philosophica Hafniensia.
Les seves obres més notables són:
- Una monografia sobre els harmònics proporcionals {\displaystyle (2ac=ab+bc)} titulada Dissertatio mathematica qua proponitur analytica ratio inveniendi omnia problemata proportionalium (Copenhagen, 1657)
- Una edició i traducció d'un tractat grec d'òptica d'Heliodor de Larissa (Copenhagen, 1657)
- Una sèrie de treballs geomètrics recopilats sota el títol de Selecta geometrica (Copenhagen, 1664)
- Entre els anys 1657 i 1671 va anar publicant les dissertacions que feien els seus alumnes a instància seva,[6] editant-les i comentant-les; el 1674 van ser editades en un volum amb el títol de De naturae mirabilibus quaestiones academicae. En una de elles, va proporcionar una solució a l'anomenat segon problema de Debeaune.[7]

Però la seva obra més remarcable i per la que és conegut, és Experimenta crystalli Islandici disdiaclastici quibus mira & insolita refractio detegitur (Copenhagen, 1669) en la que descriu la doble refracció de la llum en passar per un cristal de calcita de Groenlandia. Aquest experiment, que va ser amplament difós i conegut, posava en qüestió la teoria de la llum de Newton i no va poder ser explicat fins que Thomas Young va exposar la teoria ondulatòria de la llum a començaments del segle xx.